# Eleições no Território Federal do Amapá em 1958
As eleições no território federal do Amapá em 1958 ocorreram em 3 de outubro como parte das eleições gerais no Distrito Federal, em 20 estados e nos territórios federais do Acre, Rondônia e Roraima. No presente caso, a Constituição de 1946 fixou um deputado federal para representar cada um dos territórios federais então existentes.
Em 21 de janeiro de 1958 o deputado Coaracy Nunes faleceu vítima de um acidente aéreo nas cercanias do Rio Macacoari quando o Beechcraft Bonanza em que estava resvalou numa árvore após uma decolagem mal sucedida e chocou-se contra o solo. Faleceram também o piloto Hamilton Silva, proprietário do avião, e Hildemar Maia, suplente de deputado federal. Sem ninguém para representar o Amapá na Câmara dos Deputados, a Justiça Eleitoral determinou uma eleição suplementar em 18 de maio de 1958, na qual o PSD venceu com Amílcar Pereira e Aurélio Távora Buarque, reeleitos em 3 de outubro num pleito regular.

## Resultado da eleição para deputado federal
Conforme o Tribunal Superior Eleitoral, foram apurados 6.784 votos nominais (98,76%), 38 votos em branco (0,55%) e 47 votos nulos (0,69%), resultando no comparecimento de 6.869 eleitores. Nos territórios federais representados por um deputado federal, será observado o princípio do voto majoritário.

### Chapa do PSD
| Candidatos a deputado federal em 1958 | Partido | Votação | Percentual | Cidade onde nasceu | Unidade federativa | Observações |
| Amílcar Pereira                       | PSD     | 3,771   | 55,28%     | Bragança           | Pará               | [ 8 ]       |
| Aurélio Távora Buarque                | PSD     | -       | -          |                    |                    |             |
| Fontes:                               |         |         |            |                    |                    |             |

### Chapa do PTB
| Candidatos a deputado federal em 1958 | Partido | Votação | Percentual | Cidade onde nasceu | Unidade federativa | Observações |
| Dalton Lima                           | PTB     | 3.013   | 44,17%     | São Luís           | Maranhão           | [ 9 ]       |
|                                       | PTB     | -       | -          |                    |                    |             |
| Fontes:                               |         |         |            |                    |                    |             |